# Amra Bangalee
Amra Bangalee (Somos Bengalis) es un partido político en la India. El movimiento tiene sus raíces en la organización socioespiritual Ananda Marga, fundado por Prabhat Ranjan Sarkar. 
Las propuestas de Amra Bangalees están basadas en la Teoría de la Utilización Progresiva PROUT creada por el mismo fundador de Ananda Marga. El partido no es solamente organizado en Bengala Occidental, sino también en otros estados con grandes poblaciones bengalis como Tripura, Assam y Jharkhand. El único éxito político que el grupo ha obtenido fue en Tripura durante los años 1980, cuando pudo ingresar a la asamblea estatal como resultado de las tensiones étnicas. En Tripura el partido también construyó un brazo armado, el Frente de Liberación Bengalí Unido. Hoy el grupo está marginado.
En las elecciones al Lok Sabha 2004 el partido lanzó cuatro candidatos en Bengala Occidental (Cooch Behar: 8 527 votos, Jalpaiguri:5 103 votos, Purulia: 3 536 votos, Bankura: 3 982 votos), dos en Tripura (Tripura West: 6 920 votos, Tripura East: 7 941 votos) y uno en Jharkhand (Jamshedpur: 2098 votos).